# Israil Kasumov
Israil Kasumov (in russo Исраил Аслудиевич Касумов?; 2 giugno 1990) è un lottatore russo, specializzato nella lotta libera. È stato campione continentale agli europei di Varsavia 2021, dove ha sconfitto in finale l'azero Turan Bayramov nel torneo dei 70 chilogrammi.

## Palmarès
| Anno | Manifestazione  | Sede     | Evento | Risultato | Note |
| ---- | --------------- | -------- | ------ | --------- | ---- |
| 2007 | Europei cadetti | Varsavia | 63 kg  | Bronzo    |      |
| 2014 | Europei         | Vantaa   | 70 kg  | 7º        |      |
| 2016 | Europei         | Riga     | 65 kg  | Bronzo    |      |
| 2017 | Europei         | Novi Sad | 70 kg  | Bronzo    |      |
| 2020 | Europei         | Roma     | 70 kg  | 12º       |      |
| 2021 | Europei         | Varsavia | 70 kg  | Oro       |      |